# Mon poussin
Pour plus de détails, voir Fiche technique et Distribution.
Mon poussin est une comédie française réalisée par Frédéric Forestier, sortie le 28 juin 2017.

## Synopsis
Vincent, 18 ans, se fait larguer par sa première petite amie, Elina. Pour lui faire oublier son chagrin d'amour, les parents de Vincent, inconsolable et dépressif, décident de lui faire suivre un traitement de choc. Une sorte de cure de désintoxication amoureuse qui, principalement, doit lui faire croire qu'Elina n'était pas si exceptionnelle.

## Fiche technique
- Titre original : Mon poussin
- Réalisation : Frédéric Forestier
- Scénario : Frédéric Forestier, Romain Protat
- Décors : Christian Marti
- Costumes : Lisa Korn
- Photographie : Jean-Paul Agostini
- Montage : Thibaut Damade et Claire Fieschi
- Musique : Matthieu Gonet
- Producteur : Mikaël Abécassis
- Production : Les Films du 24
  - Coproduction : TF1 Films Production
- Distribution : UGC Distribution
- Pays d’origine :  France
- Format : couleur
- Genre : comédie
- Durée : 97 minutes
- Dates de sortie :
  - France : 28 juin 2017

## Distribution
- Isabelle Nanty : Cléa  Peletier
- Pierre-François Martin-Laval : Harold Peletier
- Thomas Solivérès : Vincent Peletier
- Manon Valentin : Éloïse Peletier
- Leslie Medina : Elina
- Jean-Michel Lahmi : Paul
- Linda Hardy : Jeanne, la femme de Paul
- Tom Leeb : Romain, le jeune homme qui drague Cléa
- Khalid Maadour : L’interne urgentiste
- Gaël Cottat : un des membres du groupe de parole
- Antoine Martin-Sauveur : Quadra SM Ikéa
- Nathalie Kanoui : Johanna, l'ex d'Harold
- Elisa Sergent : Auriane, la mère d'Elina
- Laurent Saint-Gérard : Pierre-Ange, le père d'Elina
- Deivy Fernandes : Antoine